# 2013 JT65
2013 JT65, também escrito como 2013 JT65, é um objeto transnetuniano que está localizado no Cinturão de Kuiper, uma região do Sistema Solar. Este corpo celeste é classificado como um cubewano. Ele possui uma magnitude absoluta de 8,0 e tem um diâmetro estimado de 111 km.

## Descoberta
2013 JT65 foi descoberto no dia 8 de maio de 2013 pelo Outer Solar System Origins Survey.

## Órbita
A órbita de 2013 JT65 tem uma excentricidade de 0,201 e possui um semieixo maior de 46,833 UA. O seu periélio leva o mesmo a uma distância de 37,396 UA em relação ao Sol e seu afélio a 56,270 UA.